# Michael Mokongo
Michael Mokongo, né le 11 juillet 1986 à Bangui (République centrafricaine), est un joueur franco-centrafricain de basket-ball. Son père est un ancien joueur de l’équipe nationale de Centrafrique.

## Biographie
Michael Mokongo a été formé en Seine-et-Marne, à Coulommiers puis Torcy où il a évolué en championnat de France minimes et cadets, avant d'être repéré par Chalon.

## Carrière professionnelle
- 2002-2006 :  Élan sportif chalonnais (Pro A)
- 2006-2007 :  Upea Capo d’Orlando (Lega A)
- 2007-2008 : 
  -  BCM Gravelines-Dunkerque (Pro A)
  -  Bandırma Banvit (TBL)
- 2008-2009 :  Cholet Basket (Pro A)
- 2009-2010 :  APOEL Nicosie (1re division)
- 2010-2011 : 
  -  Ourense Baloncesto (LEB Oro)
  -  CB Breogán (LEB Oro)
- 2011-2012  :  Chorale de Roanne (Pro A)
- 2012-2013  :  APOEL Nicosie (1re division)
- 2013-2014  : 
  -  Planasa Navarra (LEB Oro) 1 match
  -  AS Monaco Basket (NM1)
- 2014-2015 :  AS Monaco Basket (Pro B)
- 2016 :  JL Bourg-en-Bresse (Pro B)
- 2016-2017 :  Aurore de Vitré (NM1)
- 2017-2018 :  GET Vosges (NM1)

## Palmarès
- Championnat d'Europe Juniors 2004 avec l'équipe de France.
- Champion de Chypre 2010 avec l'APOEL Nicosie.
- Champion de France de Nationale 1 lors de la saison 2013-2014 avec Monaco.
- Champion de France de Pro B lors de la saison 2014-2015 avec Monaco.
- Vainqueur de la Leaders Cup Pro B en 2016 avec la JL Bourg Basket

## Distinctions
- Sélectionné au Hoop Summit 2005 (Équipe Mondiale)
- Sélectionné au All Star Game PRO A 2004 (Châlon-sur-Saône)
- Meilleur meneur de NM1 2014 (Monaco)[2]